# Robiquetia cerina
Espèce
Robiquetia cerina est une espèce de plantes à fleurs de la famille des Orchidaceae (les orchidées) et du genre Robiquetia originaire des Philippines.